# Gråt inte – forska!
Gråt inte – forska! Kvinnovetenskapliga studier är en antologi redigerad av Karin Westman Berg som utgavs 1979 av Bokförlaget Prisma (Prismaserien, ISBN 91-5181306-8).
Antologin, som innehåller texter av Susan Reynholds Whyte, Olaug Rekdahl och Tove Skutnabb-Kangas, Tone Schou Wetlesen, Åse Hiorth Lervik, Catharina J.M. Halkes, Lotta Westerhäll-Gisselsson, Birthe Fihn och Karin Westman Berg, var ett viktigt bidrag till den då framväxande kvinnoforskningen, vilken var föregångare till den nuvarande genusvetenskapen. Med referenser till Elaine Showalters begrepp gynocritics studerar forskarna olika former av kvinnoförtryck och maktrelationer och uppmärksammar glömda kvinnor i Sveriges litteraturhistoria. Bokens titel är en parafras på den amerikanska parollen "Don't Cry – Resist!"
Gråt inte – forska! blev även namnet på en serie radioprogram om kvinnoforskning som startades 1982 av Isa Edholm och Karin Nordberg om sedan fortsatte under Nordbergs ledning fram till 1987.